# Qoima Co
Qoima Co (kinesiska: 雀莫错, Quemo Cuo) är en sjö i Kina. Den ligger i provinsen Qinghai, i den nordvästra delen av landet, omkring 1 000 kilometer väster om provinshuvudstaden Xining. Qoima Co ligger 4 922 meter över havet. Arean är 82 kvadratkilometer. Den sträcker sig 13,7 kilometer i nord-sydlig riktning, och 10,8 kilometer i öst-västlig riktning.